# Xã Orange, Quận Guthrie, Iowa
Xã Orange (tiếng Anh: Orange Township) là một xã thuộc quận Guthrie, tiểu bang Iowa, Hoa Kỳ. Năm 2010, dân số của xã này là 130 người.